# Уэст, Аллен
Аллен Таруотер Уэст (англ. Allen Tarwater West; 2 августа 1872, Мобил, Алабама — август 1952) — американский теннисист, бронзовый призёр летних Олимпийских игр 1904.
На Играх 1904 в Сент-Луисе Уэст участвовал только в парном разряде. Вместе с Джозефом Уиром они дошли до полуфинала и получили бронзовые медали.